# Oliver Scarles
Oliver James Scarles, né le 12 décembre 2005 à Bromley dans le Grand Londres, est un footballeur britannique qui joue au poste de défenseur à West Ham United.

## Biographie

### Carrière en club
Originaire de la banlieue de Londres, Oliver Scarles commence le football à l'académie de West Ham United. Il rejoint le Chelsea FC entre les catégories U9 et U12 mais n'y est pas conservé, jugé moins prometteur que d'autres jeunes des Blues. Il réintègre alors le centre de formation de West Ham à l'âge de onze ans et progresse à travers les différentes catégories. En juin 2022, il signe son premier contrat professionnel, à dix-sept ans.
il fait ses débuts avec l'équipe première de West Ham le 3 novembre 2022, titulaire en Ligue Europa Conférence lors d'une victoire trois buts à zéro contre le FCSB,. Malgré une prestation jugée « exceptionnelle » par son entraîneur David Moyes, il n'est pas réutilisé en équipe première sous les ordres de ce dernier. Lors de la seconde partie de saison, il brille néanmoins en catégories jeunes et contribue au doublé historique de l’équipe U18 en FA Youth Cup et en Premier League U18 South,.
Le 2 octobre 2024, après deux saisons réussies en championnat d'Angleterre des moins de 21 ans, Scarles signe un nouveau contrat avec West Ham jusqu'en 2028. Il retourne finalement en équipe première en ce même mois d'octobre, et fait ses débuts en Premier League le 16 décembre 2024 face à Bournemouth. Le 10 janvier 2025, il est nommé homme du match pour sa performance malgré la défaite face à Aston Villa en FA Cup.

### En sélection
Scarles représente l'Angleterre en sélections nationales juniors, des moins de 15 ans aux moins de 18 ans.
Avec les moins de 17 ans, il participe à un match des éliminatoires de l'Euro U17 en 2021, contre la Biélorussie. Le tournoi final est toutefois annulé en raison de la pandémie de Covid-19 en Europe.

## Statistiques

### En club
| Saison                | Club                  | Championnat           | Championnat | Championnat | Championnat | Coupe nationale | Coupe nationale | Coupe nationale | Coupe de la Ligue | Coupe de la Ligue | Coupe de la Ligue | Compétition(s) continentale(s) | Compétition(s) continentale(s) | Compétition(s) continentale(s) | Compétition(s) continentale(s) | Total | Total | Total |
| Saison                | Club                  | Division              | M.          | B.          | P.d.        | M.              | B.              | P.d.            | M.                | B.                | P.d.              | Comp.                          | M.                             | B.                             | P.d.                           | M.    | B.    | P.d.  |
| 2022-2023             | West Ham United       | Premier League        | 0           | 0           | 0           | 0               | 0               | 0               | 0                 | 0                 | 0                 | C4                             | 1                              | 0                              | 0                              | 1     | 0     | 0     |
| 2023-2024             | West Ham United       | Premier League        | 0           | 0           | 0           | 0               | 0               | 0               | 0                 | 0                 | 0                 | C3                             | 0                              | 0                              | 0                              | 0     | 0     | 0     |
| 2024-2025             | West Ham United       | Premier League        | 10          | 0           | 0           | 1               | 0               | 0               | 0                 | 0                 | 0                 | -                              | -                              | -                              | -                              | 11    | 0     | 0     |
| Total sur la carrière | Total sur la carrière | Total sur la carrière | 10          | 0           | 0           | 1               | 0               | 0               | 0                 | 0                 | 0                 | -                              | 1                              | 0                              | 0                              | 12    | 0     | 0     |

## Palmarès
- Vainqueur de la FA Youth Cup avec West Ham United en 2022-2023[17].